# 查爾頓 (麻薩諸塞州)
查爾頓（英語：Charlton）是一個位於美國麻薩諸塞州烏斯特縣的鎮。

## 人口
根據2020年美國人口普查的數據，查爾頓的面積為113.40平方千米，當中陸地面積為110.20平方千米，而水域面積為3.20平方千米。當地共有人口13315人，而人口密度為每平方千米117人。